# 术数

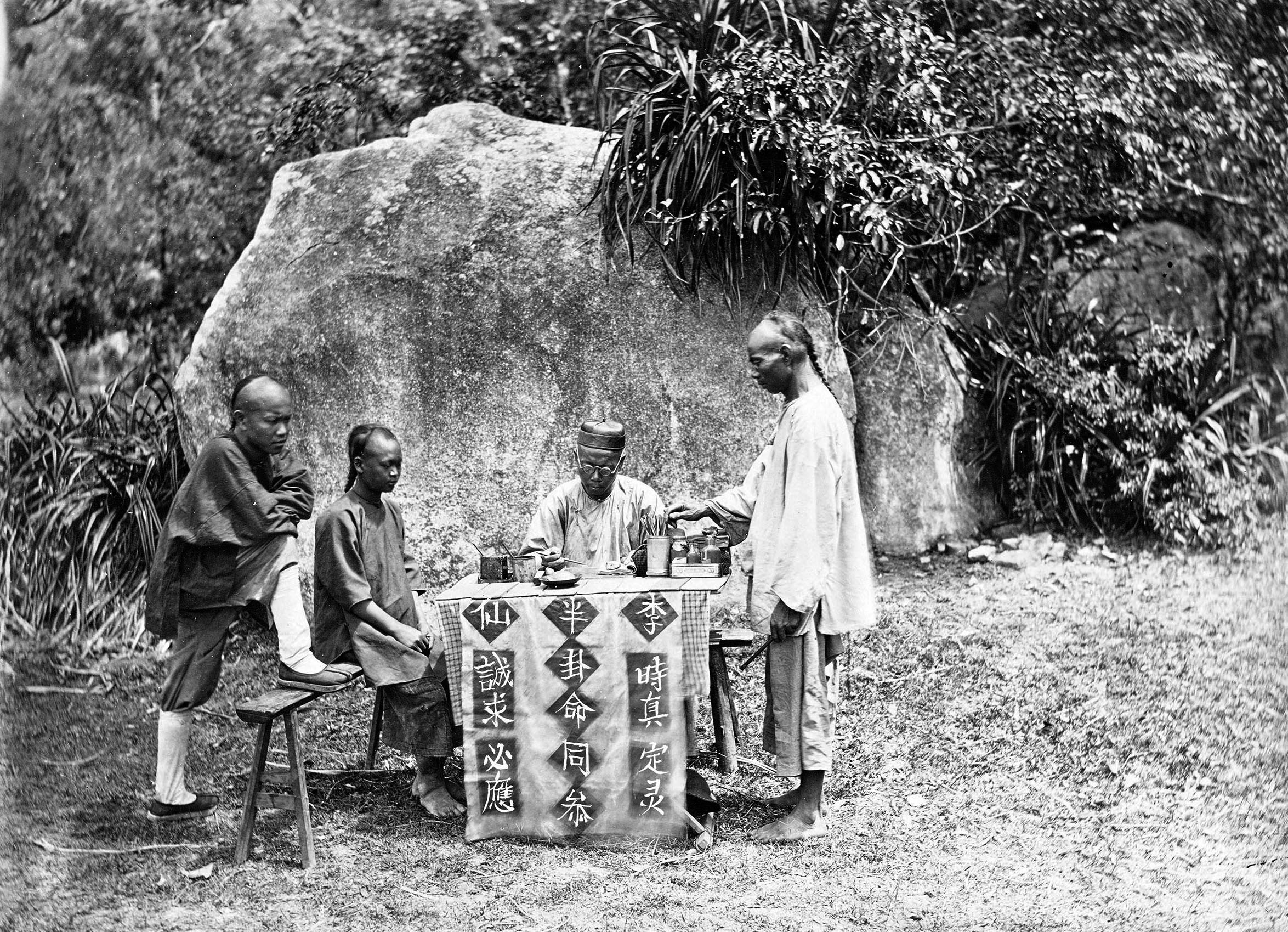
「李半仙」為人看卦算命，1879年

術數，或稱之為數術，是中華文化中運用陰陽、五行、九宮、八卦、五音六律、十干十二支、方位、季節、時辰、曆法（年月日、節氣、物候）、星象（十二次、北斗九星、七政四餘、二十八宿）、動物（十二生肖、二十八禽、三十六禽）等要素，形成一套藉以預測命數運勢和人事吉凶的理論體系和技藝。
在明朝神魔小說《封神演義》中，其主人公姜子牙不但能收妖，還稱自己善能風水，又最精命理，開了一間命館，能替人算命（八字）、看課（易卦）和看相（手、面）。按照五術中命、卜、相的分法，術數中的「命」指的是預測一個人整體命運的好壞，用的是四柱八字、五星推命（琴堂五星、果老星宗、天官五星）、太乙命法、紫微斗數（羅洪先、續道藏）、遊年八卦、九宮（三元九宮行年、九星算命）、演禽術、一掌金、前定數、大定數、範圍數、河洛理數、鐵板神數之類，「卜」偏重於預測事情的成敗吉凶，從先秦的龜卜、蓍筮、災異/災祥/占候（星象、雲氣、物候）、解夢、擇日，漢代的京房易、太玄數、式占（太乙、六壬、遁甲）、讖緯，隋唐的五兆卜法、雷公式，宋代的皇極數、火珠林/文王課，明清的梅花易數、小六壬，其他還有風角、鳥情占、棋占、逆刺占、射覆、軌革/卦影、測字、求籤、牙牌數、擲筊、降乩等，「相」包含相墓相宅的風水，看手相面相摸骨聽聲的相術，及近代的姓名學等。
數術在古代是以掌管天文觀測以計算曆法的「史」官，以及掌管徵兆解讀以占測未來的「卜」官為源流，並和跳舞娛神的「巫」官、禱祠告神的「祝」官，救助性命的「醫」官，共用某些共通的文化要素和世界觀。在分類上有時也將之併為一類，如漢書·藝文志將厭劾、祠禳等巫、祝使用之巫術，視為雜占一類，七錄將術數、方技合併為術技錄，後漢書·方術列傳所列人物為通曉醫學、卜筮、星相等技術的人，道教的道藏也將各式各樣的數術、醫術、仙術匯聚在一起。另外，在古代兵書、農書一類的著作中，通常會涉及到關於數術、祭祀、法術、醫方一類的內容。
數術反映了古代文化對生命和宇宙模式的看法，可為古代思想史的研究對象。其中也包含了古代對算數、曆法、天象、地理的認識，因此也是科學史和科技史的研究對象。而本命、元辰、風水煞和曆日神煞等各種宜忌，以及替人攘災解厄的誦經、唸咒、佩符、厭勝、祠祀等活動，亦是民俗史和宗教史的研究對象。此外，數術也是古代巫師和道士知識體系的組成部分，能成為宗教史研究的重要課題。
古代對數術的批評，上可追溯至《荀子》、王充《論衡》，中有呂才的〈敘宅經〉〈敘祿命〉〈敘葬書〉，下至季本《說理會編·雜術》、《四庫全書總目提要·子部術數類》，以及南懷仁的〈妄擇辯〉〈妄占辯〉〈妄推吉凶辯〉。又如清朝康熙帝曾表示：「欽天監凡選擇日期、相度風水之事，朕原不信。且堪輿家言甚多，並非古大聖賢所撰之書，皆是後人隨意造作者。此書以為吉者，彼書或以為凶，並無一定之說，但此等術數亦未可盡廢耳」。近代由於科學知識的發展和傳播，數術的社會影響力、強制力和宗教一樣已大幅降低，成為一種個人愛好的精神寄託、求個好運的心靈指引。

## 名稱
術數，又作數術，比較早的用語似乎是數術。「數」字的意思是計算，轉為名詞的去聲讀法用於表示數目、算術、方法、道理、次序等意思。「術」字的本意是邑中通行的道路，衍生出技藝、方法、策略的意思。數術是研究陰陽五行變化的規律、道理──如曆數、筮數、命數──來推測天道、人事與命運吉凶的技藝、方法。數術、術數，二者意義本有區別，後者原指法家御下和治國的方法、謀略。到南北朝、隋唐時，數術、術數二詞，已逐漸混用。元明清《漢書》版本誤用二詞，加以《四庫全書總目提要》以「術數類」作為書目分類之名稱，現今多用術數。
小數、藝術、術藝、技術、術技（技或作伎字）等詞彙，在古代也用於形容術數。小數的數指技術、技巧，字面意思指不成大道的小技、小道、小術，通常指術數，如《漢書》稱「蜀人趙賓好小數書」。藝術和技術在古代是指需要技巧、練習或學習的技藝與遊藝活動，這包含了術數，如《顏氏家訓》的雜藝，《七錄》的術伎錄，《晉書》的藝術傳，《朝野類要》稱醫官、太史官為伎術官。
在古代，陰陽、五行或陰陽五行也用作術數的代稱，如《魏書》稱屈拔「少好陰陽學」，《南史》稱陶宏景「尤明陰陽五行、風角星算」，《舊唐書》稱李淳風「尤明天文、曆算、陰陽之學」，稱一行「尤精曆象、陰陽、五行之學」，《宋史》稱胡宿「兼通陰陽、五行、災異之學」，指的是這些人能了解陰陽五行變化的道理。
另一有關的稱呼是方術，方術多指醫方、仙丹、法術、祭祀、祈禳一類，但有時候也包括了術數，如《後漢書》的方術列傳、《太平御覽》的方術部。近幾十年，又出現玄學、五術的稱呼，分別從香港和台灣流傳開來。
西方歐美和術數相近的詞語是occult/occultism，指的是古代與中世紀的神秘學，通常認為是對神祕不可知本質的諸種力量之認識與利用（如巫術、煉金術、占星術、通神術等）。

### 同詞異義
在中國古代數學中，數術也有算術的意思，如稱《周髀》數術具存，或以《數術記遺》、《數術大略》命名算術書籍，三書都涉及到各類數學計算，尤其是天體運行和曆法制定的計算。在古代，天象、曆度為綴術，太乙、六壬、遁甲為三式，這兩者被視為內算，能「通神明，順性命」，一般日用的計算稱為外算，用於「經世務，類萬物」，兩者具有緊密的關係。
在先秦法家以及漢初黃老的著作中，術數則指君王統御臣下的權謀之道，如《韓非子·姦劫弒臣》，或治國的方法和謀略，如《管子·形勢》。近似的用語，還有《商君書》的「法無度數而事日煩」，《韓非子》的「操法術之數」、「察於治強之數」、「任數不任人」。此處的數，指「理」，解為必然性或規律，不隨人的意志移轉。術數猶言技巧、方法之道理、要領。如《鹽鐵論》：「富在術數，不在勞身；利在勢居，不在力耕也。」

## 官制
中國古代術數官制涉及兩種職官，一類為天文官，一類為卜官。天文官掌管天文觀測和曆法制定，歷代名稱不同，稱太史、司天或欽天，卜官掌管龜卜、易卦、式占等占卜技藝，名為太卜。
天文官和卜官為「禮官」之下屬，在《周禮》稱禮官為春官宗伯，秦代稱為奉常，漢代稱太常。隋代以天文官為職掌圖書的秘書省之下屬，不再隸屬於禮官。後代或沿用，將天文官置於秘書省或秘書監下，如宋代的秘書監太史局，又或者獨立編制，如唐代的司天臺、明清的欽天監。
卜官歷代或不獨立設置併入天文官內，若設置，則置於「禮官」之下。在隋唐時，為尚書省禮部太常寺下的太卜署，宋代不立卜官併入天文官中，之後各代不再設立。宋代天文官的考試內容，包含了占卜技藝，占卜、算命、風水、擇日也在天文官和流外的陰陽官的職守範圍之內。元代在地方設立了陰陽學，隸屬中央的天文官，一直沿襲至清朝。
《禮記·曲禮》是以太宰、太宗、太史、太祝、太士（正獄訟）、太卜這六個官職，同為「天官」。在《周禮》之中，太宰為天官，太宗、太史、太祝、太卜都是春官，太士為秋官。
官職以外，民間的奇能異術之士或通曉天文曆法占卜者，則以「待詔」、「待制」的使職身份，作為君王顧問，安置於翰林院、集賢院等處所，如唐朝的梁令瓚、桑道茂。

## 理論與方法
術數的理論與方法脫胎自易經的陰陽八卦和戰國時期的五行生剋學說，不同的術數有不同的占卜、推算方式，也有各自的理論模型，大致上可以統整為五術中的命、卜、相這三種類型。歷史上流傳過多種術數，到現代仍在流傳，為較多人研習的有：八字算命、紫微斗數、果老星宗、鐵板神數、文王課、梅花易數、小六壬、六壬、奇門遁甲、擇日、姓名學、相術和風水等等。
中國術數以五行生成數、九宮數、卦氣（四正卦、十二消息卦、六日七分）、納甲納音、五運六氣、神煞等為主要理論。

## 術數書目

### 叢書
- 陳夢雷主編，《古今圖書集成》（博物彙編·藝術典·卜筮部至拆字部），1726年
- 紀昀等主編，《四庫全書》（子部·術數類），1787年
- 高楠順次郎等主編，《大正新脩大藏經》（散在密教部中諸術數書，第18冊No. 910-911，第21冊No. 1299-1301，1308-1309，1311-1312，以及經集部第17冊占察經，疑似部第85冊天地八陽神咒經），1924-34年， 東京 : 大正一切經刊行會
- 袁樹珊編， 《中國歷代卜人傳 》，六冊， 上海：潤德書局，1948年
- 安居香山（日语：安居香山）、中村璋八（日语：中村璋八）編，《重修緯書集成》，八冊，東京：明德出版社，1971-92年
- 李零主編，《中國方術概觀》，十三冊，北京：人民中國出版社，1993年
- 上海古籍出版社編 ，《緯書集成》，二冊，上海：上海古籍出版社，1994年
- 新文豐出版公司編，《珍本術數叢書》，七十二冊，臺北 : 新文豐，1995年
- 四庫全書存目叢書編纂委員會編，《四庫全書存目叢書》（子部·術數類，第56-70冊），十五冊， 山東：齊魯書社，1997年，另有《四庫全書存目叢書補編》
- 劉永明主編，《增補四庫未收術數類古籍大全》，九十冊，揚州：江蘇廣陵古籍，1997年（或無「增補」二字，或四庫寫為「四庫全書」）
- 四庫未收書輯刊編纂委員會編，《四庫未收書輯刊》（第4輯第27冊），北京：北京出版社，2000年
- 故宮博物院編，《故宮珍本叢刊》（子部·術數類，第405-433冊），二十九冊，海口：海南出版社，2000-01年
- 顧廷龍主編， 《續修四庫全書》（子部·術數類，第1048-1064冊），十七冊，上海：上海古籍，2002年
- 張繼禹主編，《中華道藏》（道法眾術中諸術數書，第32冊No. 01-35），北京：華夏出版社，2004年
- 張登本、孫理軍主編，《王冰醫學全書》，北京：中國中醫藥，2006年
- 謝路軍主編，《術藏》，一百冊，北京：燕山出版社，2010年
- 張永堂主編，《術數藝文論叢》，十二冊，臺北 : 新文豐，2010年
- 方鵬程主編，《子海珍本編·臺灣卷 (國圖) （页面存档备份，存于）》，（第1輯術數類第1-4冊，第3輯術數類第34-38冊），9冊，新北：臺灣商務印書館，2013-18年，另有《子海珍本編·臺灣卷 (故宮) （页面存档备份，存于）》
- 劉心明主編，《子海珍本編·大陸卷》（第1輯 （页面存档备份，存于）術數類第52-61冊，第2輯 （页面存档备份，存于）術數類第39-48冊），20冊，南京：鳳凰出版社，2014-16年
- 西山尚志、王震主編，《子海珍本編·日本卷》，（第1輯 （页面存档备份，存于）術數類），南京：鳳凰出版社，2016年

### 出土文獻
- 饒宗頤、曾憲通編著，《楚帛書》，香港：中華書局，1985年，另有《長沙楚帛書文字編》（增訂版）
- 李零，《長沙子彈庫戰國楚帛書研究》，北京：中華書局，1985年，另有〈《長沙子彈庫戰國楚帛書研究》補正〉
- 鄧文寬錄校，《敦煌天文曆法文獻輯校》，南京 : 江蘇古籍，1996年
- 吳小強，《秦簡日書集釋》，長沙市 : 岳麓書社，2000年
- 陳松長，《馬王堆帛書〈刑德〉研究論稿》，臺北 : 臺灣古籍，2001年
- 王子今疏證，《睡虎地秦簡〈日書〉甲種疏證》， 武漢 : 湖北教育，2003年
- 馬承源主編，《上海博物館藏戰國楚竹書（三）》，上海：上海古籍，2003年
- 朱漢民、陳松長主編，《嶽麓書院藏秦簡（壹）》， 上海：上海辭書，2010年
- 馬承源主編，《上海博物館藏戰國楚竹書（九）》，上海：上海古籍，2012年
- 李學勤主編，《清華大學藏戰國竹簡（肆）》，上海：中西書局，2013年
- 鄭炳林、陳柱，《敦煌占卜文獻敘錄》，蘭州：蘭州大學出版社，2014年
- 裘錫圭主編，《長沙馬王堆漢墓簡帛集成》，七冊，北京 : 中華書局，2014年
- 北京大學出土文獻研究所編，《北京大學藏西漢竹書（伍）》，上海：上海古籍，2015 年
- 關長龍輯校，《敦煌本數術文獻輯校》，三冊，北京 : 中華書局，2019年
- 晏昌貴，《楚地出土日書三種分類集釋》，武漢：武漢大學出版社，2020年
- 黃德寬主編，《清華大學藏戰國竹簡（拾）》，上海：中西書局，2020年
- 榮新江、史睿主编，《吐魯番出土文獻散錄》，二冊，北京 : 中華書局，2021年
- 龎壯城，《銀雀山漢簡數術類文獻整理與研究》，臺北：萬卷樓，2022年

### 資料庫
- 國家圖書館（臺灣） - 「古籍與特藏文獻資源」資料庫 - 古籍影像檢索 - 子部 > 術數類 （页面存档备份，存于）
- 故宮博物院（臺灣) - 「圖書文獻數位典藏」資料庫 - 善本古籍 - 子部 > 術數類 （页面存档备份，存于）

## 外部連結
- 瞿海源：術數流行與社會變遷 （页面存档备份，存于）
- 祝平一：闢妄醒迷：明清之際的天主教與「迷信」之建構 （页面存档备份，存于）
- 張哲嘉：中國星命學中案例的運用── 以《古今圖書集成》所收書為中心 （页面存档备份，存于）
- 王芳屏：從知識社會學看星命術知識之建構 （页面存档备份，存于）
- 劉增貴：《漢書．翼奉傳》數術考論--以「時日」為中心 （页面存档备份，存于）
- 韋兵：宋元士大夫與星命、星命術士 （页面存档备份，存于）
- 楊玉成：龍脈 （页面存档备份，存于）
- 晏昌贵、廉超：簡帛數術的發現與研究：1949-2019  （页面存档备份，存于）
- 林育辰：民國時期中國術數的科學化嘗試 （页面存档备份，存于）
- 術數：古老傳統與新領域：訪勞思光教授 （页面存档备份，存于）
- ABCnews：Top Chinese Officials Defy Rules and Secretly Consult Fortune Tellers  （页面存档备份，存于） / 中文報導 （页面存档备份，存于）
- 臺灣國家圖書館：「神機妙算──術數、堪輿與傳統信仰」系列講座 （页面存档备份，存于），講座紀實 （页面存档备份，存于）